# Capital One Arena
De Capital One Arena, voorheen het MCI Center, is een amusements- en sportarena in Washington. De arena is vernoemd naar de commerciële bank Capital One. De arena wordt vaak de 'Phone Booth' genoemd vanwege zijn associatie met telecommunicatieconcern Verizon Communications. De arena biedt onderdak aan de Washington Capitals, Washington Wizards, Washington Mystics en de basketbalploeg van de universiteit van Georgetown.

## Geschiedenis
De arena opende op 2 december 1997 in Chinatown. Het gebouw verving het Capital Centre, dat was gesitueerd langs de Capital Beltway in Landover. Sommigen klaagden erover dat het gebouw het historische stratenplan van de stad bedierf. Anderen waren bezorgd dat de bouw zou leiden tot het verplaatsen van Chinese ondernemingen. De komst van de arena leidde in de wijk tot huurverhogingen en uiteindelijk tot de sluiting van veel kleine Chinese ondernemingen. De arena is niet alleen een populaire plek voor sportevenementen en concerten maar zorgde ook voor de commerciële ontwikkeling van het gebied.